# Método de Forster-Decker
El Método de Forster-Decker es un método de síntesis orgánica que consiste en una serie de reacciones químicas que transforman una amina primaria (1) hasta la amina secundaria (6). El primer paso es la formación de una base de Schiff (3), seguida de alquilación, y por último la hidrólisis.